# Fastenpredigt
Fastenpredigt wird, vor allem in der katholischen Kirche, eine Predigt genannt, die, als Teil einer Predigtreihe in der Fastenzeit außerhalb der eucharistischen Sonntagsgottesdienste, entsprechend dem Sinn der Österlichen Bußzeit den Glauben der Zuhörer intensivieren und ihr Leben stärker am Evangelium orientieren soll.

## Eigenart
Fastenpredigten finden meist an den Abenden der sechs Fastensonntage, seltener an anderen Wochentagen der vorösterlichen Zeit statt. Sie überschreiten gewöhnlich die Zeitdauer einer Mess-Homilie und werden meist von bekannteren Kanzelrednern, gelegentlich auch von prominenten Laien, in städtischen Zentralkirchen gehalten. Sie bieten Gelegenheit, ein Thema über das Normalmaß hinaus mystagogisch und aszetisch zu vertiefen. Liturgisch wird die Fastenpredigt allenfalls durch wenige Liedstrophen oder meditative Musik, Abschlussgebet und Segen zu einer Andacht erweitert. 

## Geschichte
In der Alten Kirche wurden während der Fastenzeit die erwachsenen Taufbewerber mit intensiven Katechesen auf den Empfang der Taufe vorbereitet. Für das Spätmittelalter, vor Einführung der Predigtpflicht im Sonntagsgottesdienst, sind Fastenpredigten als allabendlicher Brauch von Aschermittwoch bis Ostern bezeugt. Oft wurden sie von Mönchen der Predigerorden gehalten und kamen dem wachsenden Bedürfnis nach persönlich-individuellem Glauben entgegen. Nicht selten enthielten sie eindringliche Beschreibungen der Leiden Christi und drastische Appelle zur Lebensführung der Zuhörer. Heute ist die wöchentliche Fastenpredigt im Rahmen einer thematischen Reihe vor allem im deutschen Sprachraum und in Frankreich verbreitet.

## Trivia
Seit 1992 wird die Festrede bei der Starkbierprobe auf dem Nockherberg, das Politiker-Derblecken,  regelmäßig als Fastenpredigt des Mönchs Bruder Barnabas gehalten. Die Figur geht zurück auf den Paulaner-Mönch Frater Barnabas (Valentin Stephan Still, 1750–1795).